# Ilhuícatl-Xoxoauhco

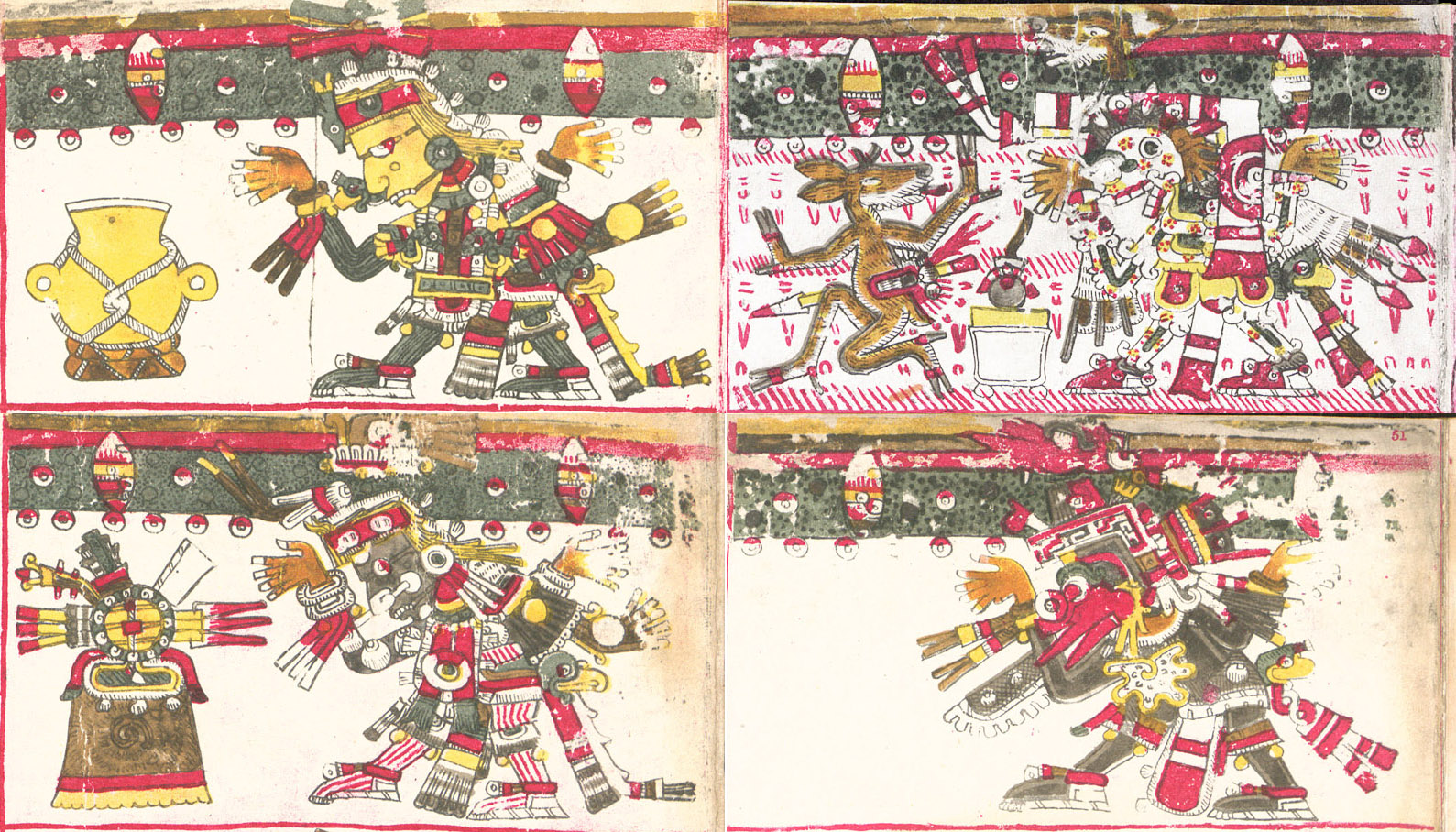
Los cuatro puntos cardinales o reinos del universo horizontal descritos en el Códice Borgia según la Cosmogonía mexica.

Ilhuícatl-Xoxoauhco (del náhuatl: ilhuicatl-xoxouhqui ‘el cielo donde (está) lo azul’‘ilhuicatl, cielo; xoxoauhqui, azul; co, lugar’) en la mitología mexica es el séptimo estrato celeste del universo vertical según la Cosmogonía mexica, es el sitio donde el sol muestra su rostro al amanecer, es la región bajo el dominio de Huitzilopochtli, el dios del sol y de la voluntad, patrón de la guerra, de las tácticas bélicas, de las batallas y del fuego, regidor del Sur.